# Bāghlūjeh-ye Āqā
Bāghlūjeh-ye Āqā (persiska: باغلوجه آقا, باغلوجِه, بَغلوجَه) är en ort i Iran.   Den ligger i provinsen Zanjan, i den nordvästra delen av landet, 300 km väster om huvudstaden Teheran. Bāghlūjeh-ye Āqā ligger 1 428 meter över havet och antalet invånare är 220.
Terrängen runt Bāghlūjeh-ye Āqā är platt åt nordost, men åt sydväst är den kuperad. Bāghlūjeh-ye Āqā ligger nere i en dal.Runt Bāghlūjeh-ye Āqā är det ganska glesbefolkat, med 47 invånare per kvadratkilometer. Närmaste större samhälle är Esfajīn, 9,0 km sydost om Bāghlūjeh-ye Āqā. Trakten runt Bāghlūjeh-ye Āqā består i huvudsak av gräsmarker.